# John Kay (uppfinnare)

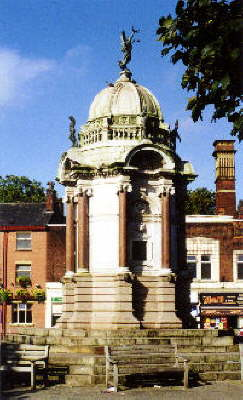
Minnesmärke över
John Kay i Bury.

John Kay, född 17 juni 1704 i Bury, Lancashire, död 1780, var engelsk uppfinnare. Han uppfann 1733 den flygande skytteln, vilken blev ett viktigt bidrag till den industriella revolutionen.

## Fotnoter
1. ↑  läs online, www.vle.lt .[källa från Wikidata]